# هتل و کازینوی پلانت هالیوود
هتل و کازینوی پلانِت هالیوود (به انگلیسی: Planet Hollywood Resort and Casino) سابقاً هتل علاالدین، نام یک هتل و کازینوی معروف در شهر لاس وگاس در آمریکا است. و همینطور میزبان دوشیزه جهان ۱۹۹۱، ۱۹۹۶، ۲۰۱۰ و ۲۰۱۲ بوده است.
این هتل در ابتدا متل و کازینوی Taly Ho نام داشته و سپس به علاءالدین تغییر نام میدهد. سپس متل علاالدین تخریب میشود و برج مجستی (The Majesty Tower) هتل علاءالدین در محل سایت پیشین آن ساخته می‌شود. این برج حدوداً سی سال در وضعیت کاربری قرار داشت تا نهایتاً تخریب شد و پس از آن ساختمان فعلی هتل پلنت هالیوود (در آن زمان تا سال ۲۰۰۷ هتل علاءالدین) و هتل کازینوی پاریس ساخته شدند.
هتل کازینوی پاریس در تملک شرکت سیزرز انترتینمنت قرار دارد.

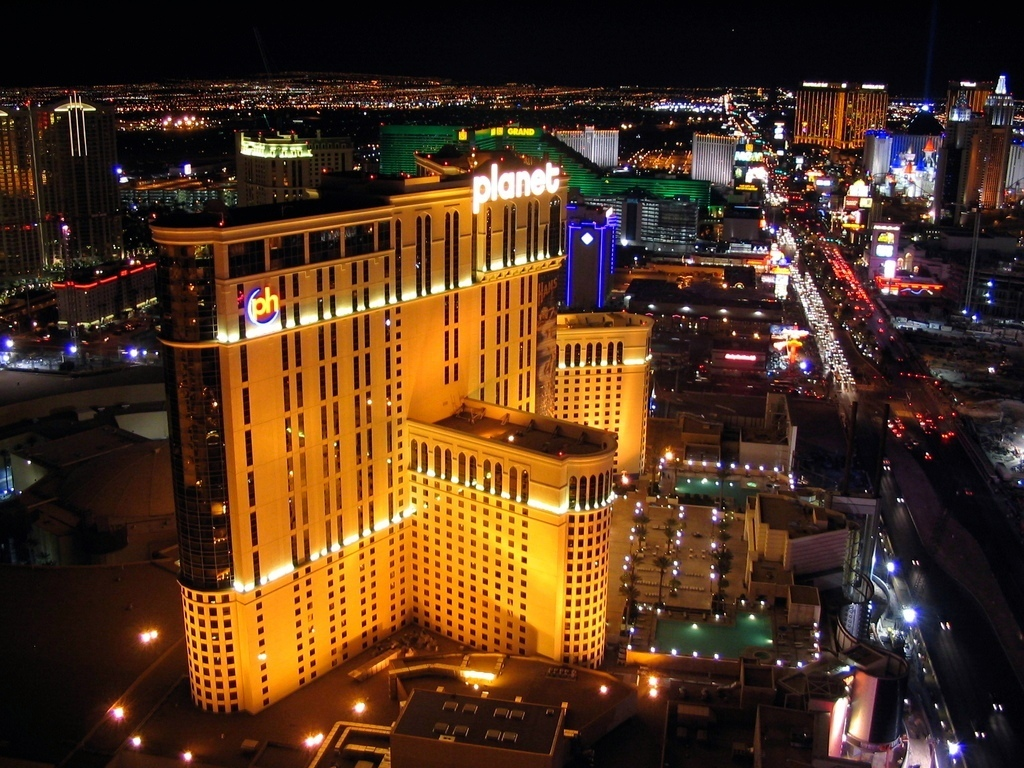